# Poème pédagogique
Pour plus de détails, voir Fiche technique et Distribution.
Poème pédagogique (Педагогическая поэма, Pedagogicheskaya poema) est un film soviétique réalisé par Aleksei Maslyukov et Mechislava Mayevskaya, sorti en 1955.

## Synopsis
Une adaptation du roman autobiographique d'Anton Makarenko sur la colonie Gorki.

## Fiche technique
- Titre : Poème pédagogique
- Titre original : Педагогическая поэма (Pedagogicheskaya poema)
- Réalisation : Aleksei Maslyukov et Mechislava Mayevskaya
- Scénario : Iosif Manevich et Aleksei Maslyukov d'après Le Poème pédagogique d'Anton Makarenko
- Musique : Anatoli Svechnikov
- Photographie : Ivan Shekker
- Montage : I. Karpenko
- Production : A. Bocharov
- Société de production : Kievskaya Kinostudiya
- Pays :  Union soviétique
- Genre : Biopic et drame
- Durée : 111 minutes
- Dates de sortie : 
  -  Union soviétique : 26 décembre 1955

## Distribution
- Vladimir Yemelyanov : Anton Makarenko
- Georgiy Yumatov : Sasha Zadorov
- Mykhailo Pokotylo : Kalina Ivanovich
- Yelena Litskanovich : Yekaterina Grigoryevna
- Nina Krachkovskaya : Lidia Petrovna
- Micha Chernov : Anton Semyenovich « Toska » Solovyev
- Youri Sarantsev : Grisha Burun
- Pavel Grubnik : Mityagan
- Yasha Panichev : Gud
- Natalia Naoum :  Natalka Petrenko.

## Distinctions
Le film a été présenté en sélection officielle en compétition au Festival de Cannes 1956.